# Лівчицька сільська рада
Лівчицька сільська рада — орган місцевого самоврядування у Жидачівському районі Львівської області з адміністративним центром у с. Лівчиці.

## Загальні відомості
Історична дата утворення: в 1994 році. Водоймища на території, підпорядкованій даній раді: річка Бережниця.

## Історія
Львівська обласна рада рішенням від 22 вересня 2009 року у Жидачівському районі перейменувала Лівчицівську сільраду на Лівчицьку.

## Населені пункти
Сільській раді підпорядковані населені пункти:
- с. Лівчиці

## Склад ради
Рада складається з 16 депутатів та голови.